# Prodromi Flori Stargardiensis Supplementum Primum
Prodromi Flori Stargardiensis Supplementum Primum (abreviado Prodr. Fl. Starg. Suppl.) es un libro con ilustraciones y descripciones botánicas que fue escrito por el botánico, pteridólogo, micólogo, briólogo y boticario alemán Carl Friedrich Schultz y publicado en Neubrandenburg en el año 1819.